# Херитиџ Пајнс (Флорида)
Херитиџ Пајнс (енгл. Heritage Pines) насељено је место без административног статуса у америчкој савезној држави Флорида.

## Демографија
По попису из 2010. године број становника је 2.136.
| Група             | 2000.    | 2010.         |
| Белци             | 0 (0,0%) | 2.061 (96,5%) |
| Афроамериканци    | 0 (0,0%) | 18 (0,8%)     |
| Азијати           | 0 (0,0%) | 9 (0,4%)      |
| Хиспаноамериканци | 0 (0,0%) | 43 (2,0%)     |
| Укупно            | 0        | 2.136         |